# Comines (Nord)
Pour les articles homonymes, voir Comines.
Comines (en néerlandais : (Frans-)Komen/Comen) est une commune française du département du Nord (59) et de la région Hauts-de-France, située en Flandre romane. Elle est limitrophe de Comines section de Comines-Warneton en Belgique, avec qui elle ne faisait qu'une jusqu'en 1668, date à laquelle la partie au sud de la Lys devient française. Elle fait partie de la Métropole européenne de Lille.

## Géographie

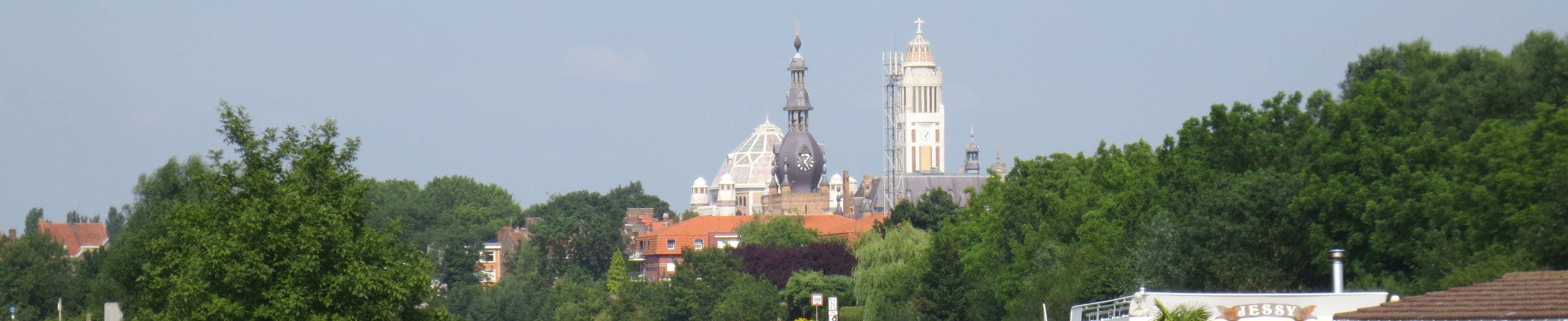
Vue panoramique de Comines.

### Situation

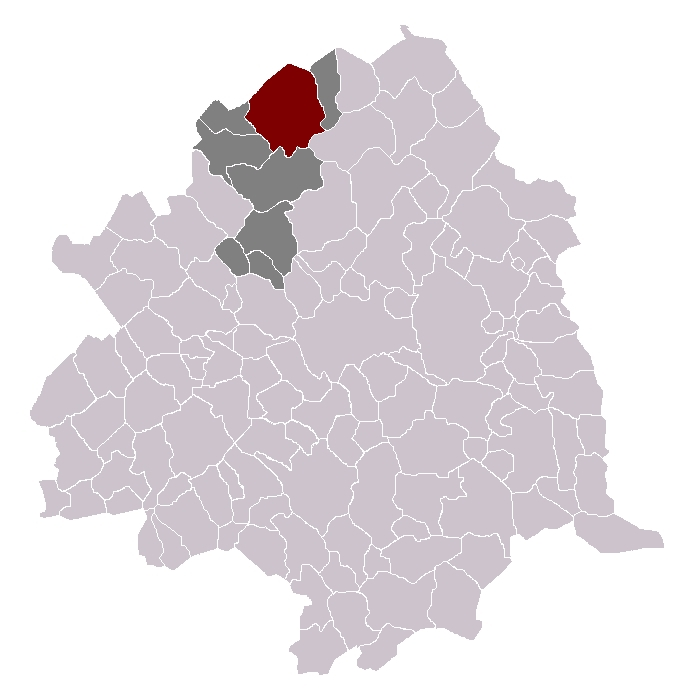
Comines dans son canton et son arrondissement.

La ville de Comines est située à la frontière franco-belge. La Lys forme la frontière naturelle qui sépare Comines (France) de Comines (Belgique).

### Communes limitrophes
| Comines (be) | Comines (be)      | Wervik (be) |
| Warneton     | Comines           | Wervicq-Sud |
| Deûlémont    | Quesnoy-sur-Deûle | Linselles   |

### Hydrographie

#### Réseau hydrographique
La commune est située dans le bassin Artois-Picardie. Elle est drainée par la Becque des Bois, la Blanche Bannière, la Ferme des Deux Treilles, la rivière  la Lys et divers autres petits cours d'eau,.
La Lys, d'une longueur de 134 km en France, prend sa source dans la commune de Lisbourg, à l'altitude de 114,7 mètres, et se jette dans l'Escaut à Gand à 4,45 mètres d'altitude. Les caractéristiques hydrologiques de la Lys sont données par la station hydrologique située sur la commune. Le débit moyen mensuel est de 26,3 m3/s. Le débit moyen journalier maximum est de 235 m3/s, atteint le 4 juillet 2005.

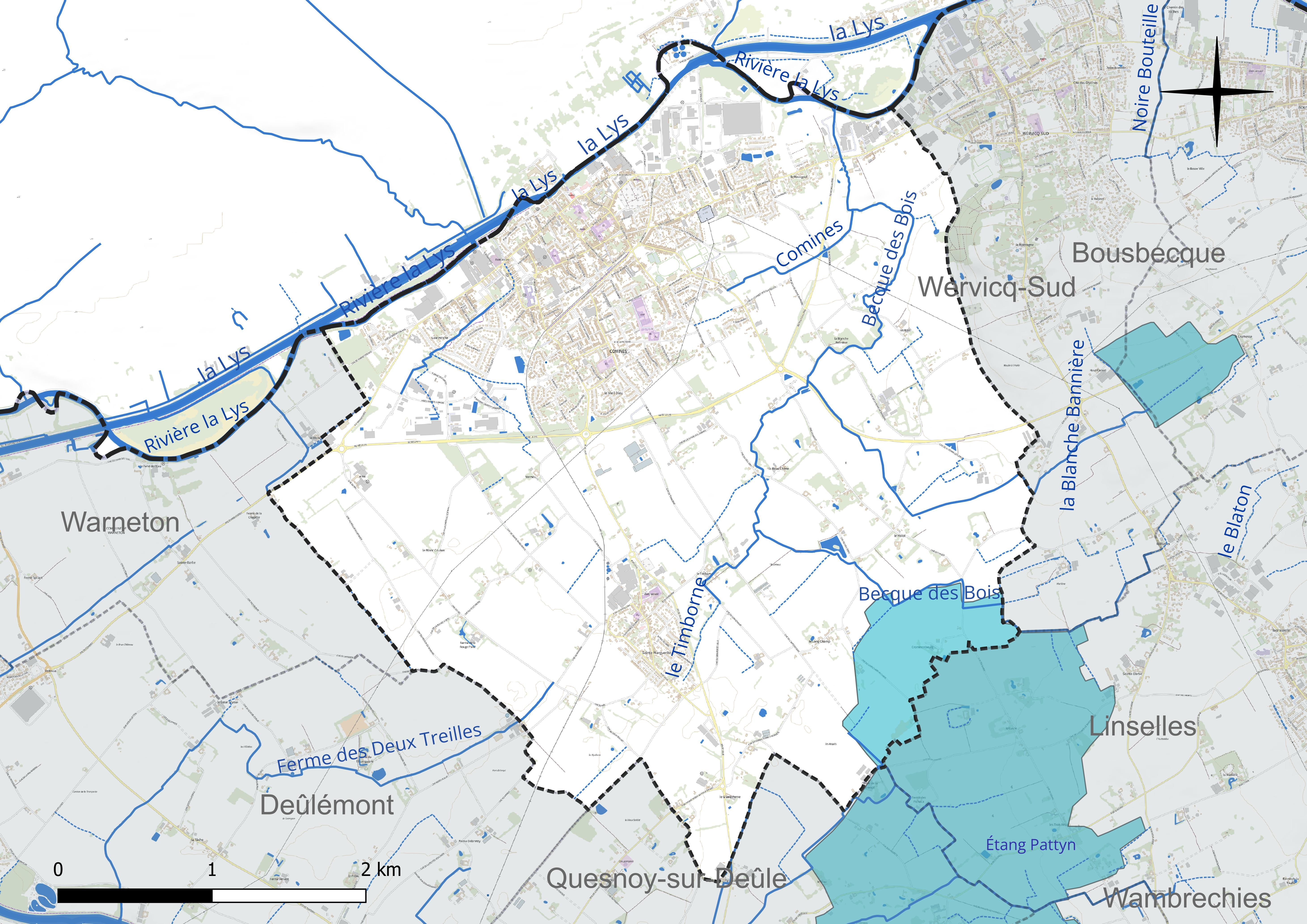
Réseau hydrographique de Comines.

#### Gestion et qualité des eaux
Le territoire communal est couvert par le schéma d'aménagement et de gestion des eaux (SAGE) « Marque Deûle ». Ce document de planification concerne un territoire de 1 120 km2 de superficie, délimité par les bassins versants de la Marque et de la Deûle, formant une vaste cuvette sédimentaire de 40 km de long et de 25 km de large, où la pente est très faible. Le périmètre a été arrêté le 2 décembre 2005 et le SAGE proprement dit a été approuvé le 9 mars 2020. La structure porteuse de l'élaboration et de la mise en œuvre est la Métropole européenne de Lille.
La qualité des cours d'eau peut être consultée sur un site dédié géré par les agences de l'eau et l'Agence française pour la biodiversité.

### Climat
Pour des articles plus généraux, voir Climat des Hauts-de-France et Climat du Nord.
En 2010, le climat de la commune est de type climat océanique dégradé des plaines du Centre et du Nord, selon une étude du CNRS s'appuyant sur une série de données couvrant la période 1971-2000. En 2020, Météo-France publie une typologie des climats de la France métropolitaine dans laquelle la commune est exposée à un climat océanique et est dans la région climatique  Nord-est du bassin Parisien, caractérisée par un ensoleillement médiocre, une pluviométrie moyenne régulièrement répartie au cours de l'année et un hiver froid (3 °C).
Pour la période 1971-2000, la température annuelle moyenne est de 10,7 °C, avec une amplitude thermique annuelle de 14,1 °C. Le cumul annuel moyen de précipitations est de 675 mm, avec 12 jours de précipitations en janvier et 9,1 jours en juillet. Pour la période 1991-2020, la température moyenne annuelle observée sur la station météorologique la plus proche, située sur la commune de Lesquin à 20 km à vol d'oiseau, est de 11,3 °C et le cumul annuel moyen de précipitations est de 740,0 mm,. Pour l'avenir, les paramètres climatiques de la commune estimés pour 2050 selon différents scénarios d'émission de gaz à effet de serre sont consultables sur un site dédié publié par Météo-France en novembre 2022.

## Urbanisme

### Typologie
Au 1er janvier 2024, Comines est catégorisée centre urbain intermédiaire, selon la nouvelle grille communale de densité à sept niveaux définie par l'Insee en 2022.
Elle appartient à l'unité urbaine de Lille (partie française), une agglomération internationale regroupant 60  communes, dont elle est une commune de la banlieue,,. Par ailleurs la commune fait partie de l'aire d'attraction de Lille (partie française), dont elle est une commune de la couronne,. Cette aire, qui regroupe 201 communes, est catégorisée dans les aires de 700 000 habitants ou plus (hors Paris),.

### Occupation des sols
L'occupation des sols de la commune, telle qu'elle ressort de la base de données européenne d'occupation biophysique des sols Corine Land Cover (CLC), est marquée par l'importance des territoires agricoles (71,7 % en 2018), en diminution par rapport à 1990 (80,1 %). La répartition détaillée en 2018 est la suivante :
terres arables (67,8 %), zones urbanisées (16,4 %), zones industrielles ou commerciales et réseaux de communication (11,9 %), prairies (3,9 %). L'évolution de l'occupation des sols de la commune et de ses infrastructures peut être observée sur les différentes représentations cartographiques du territoire : la carte de Cassini (XVIIIe siècle), la carte d'état-major (1820-1866) et les cartes ou photos aériennes de l'IGN pour la période actuelle (1950 à aujourd'hui).

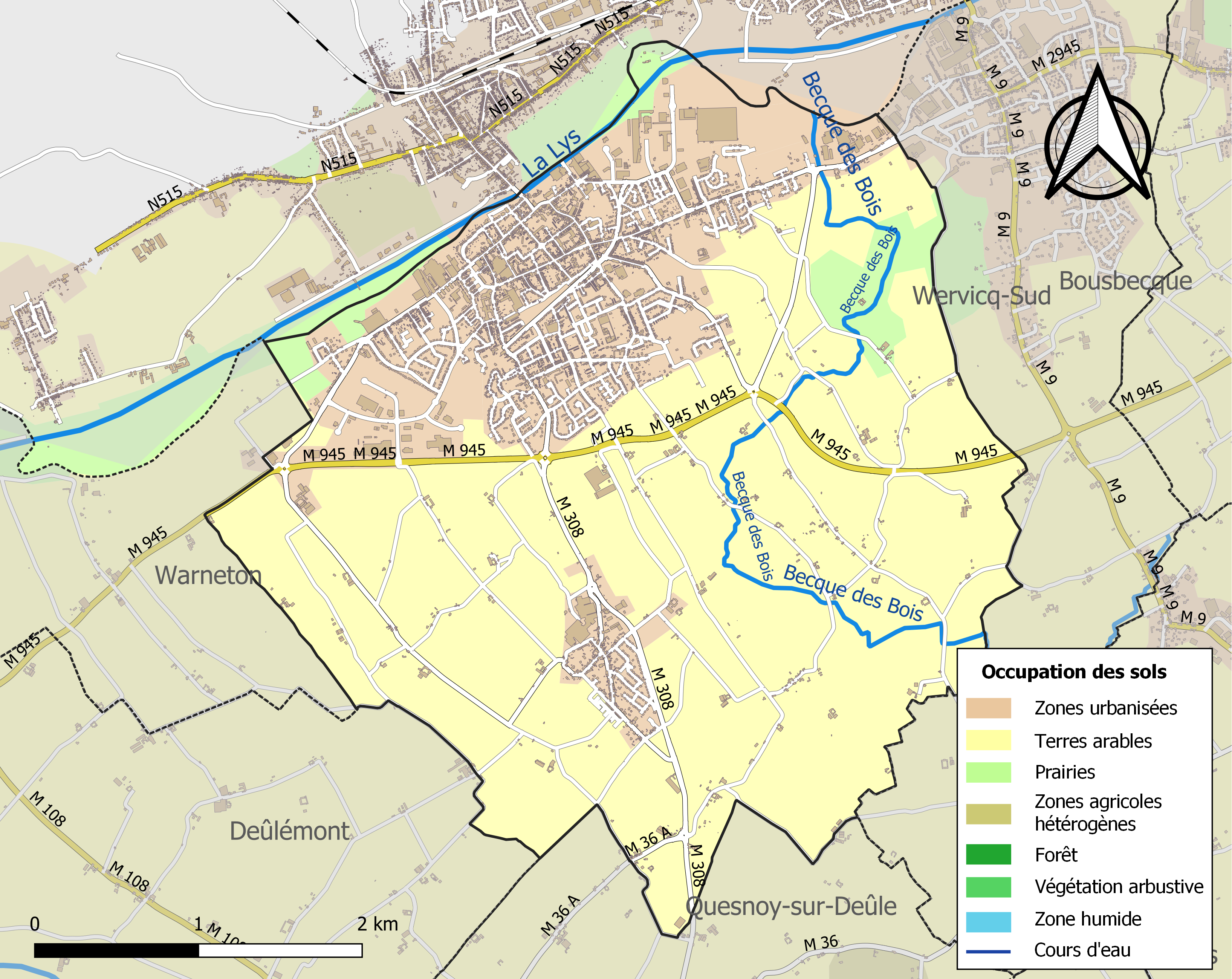
Carte des infrastructures et de l'occupation des sols de la commune en 2018 (CLC).

### Voies de communication et transports
La gare de Comines était desservie, jusqu'en 2019, par des TER Hauts-de-France assurant la liaison vers Lille. Cette liaison a été remplacée par des autocars à la fermeture de la ligne.
La commune est desservie, en 2023, par la Liane 90, les lignes 75, 82, 84, 86, 88, 940, 942, 943 et 944, et par les lignes de transport à la demande 22R, 75R et 82R du réseau Ilévia.

## Histoire
Jusqu'aux Traités d'Utrecht en 1713, Comines Belgique et Comines France ont une histoire commune.
Les traités d'Utrecht (1713) confirment la frontière sur la Lys. Deux Comines subsistent : Comines Belgique et Comines France. Au détriment du flamand, la langue devient officiellement le français. Profitant de la paix, des manufacturiers belges s'installent dans Comines Sud. Vers 1719, Philippe Hovyn fonde sa rubanerie.
En 1768, Louis-Philippe d'Orléans, duc d'Orléans, prince du sang, est propriétaire des terres, ville et baronnie de Comines, et en cette qualité, est un des quatre anciens haut justicier et ayant entrée et préséance dans l'ordre de la noblesse aux États de la province d'Artois.

### Révolution française
De nouveau, durant la Révolution de 1789, Comines change de statut.
En 1792, la ville est occupée par les Autrichiens qui ont occasionné de nombreux dégâts.
Avec la guerre puis avec la victoire française sur l'Autriche et l'annexion de la Belgique, elle fait face aux nombreux problèmes dus aux partages des dépenses des lieux de cultes.
En 1830, avec la révolution en France et avec l'indépendance de la Belgique, le progrès amène la naissance des ateliers et des usines. À Comines France, l'industrie textile se développe fortement avec la rubanerie, le tissage et la filterie. La gare est ouverte en 1876 avec la ligne Lille-Comines. À partir de 1906, sous l‘influence du maire Désiré Ducarin, un nouvel hôpital, un dispensaire et un orphelinat sont construits. Le jardin public, la piscine et l'abattoir sont bâtis à la même époque.

### Première Guerre mondiale
Le 1er août 1914, la mobilisation générale est décrétée. Très rapidement, Comines est occupée par les Allemands. En mai 1917, les Anglais préparent une vaste opération et les bombardements s'intensifient, pulvérisant les abords de Comines. Fin mai, les Anglais imposent l'évacuation totale des civils, qui a lieu les 27, 28 et 29 mai 1917. Mais peu à peu, le front avance. Et enfin, en octobre 1918, Comines est libérée. Malheureusement la ville a été complètement détruite par les bombardements alliés et les dynamitages allemands.
La ville est rebâtie, dans les formes que nous lui connaissons actuellement. Le centre est modifié avec des rues plus droites et une place plus grande. Selon les plans de Maurice Storez et de Dom Bellot, l'église est reconstruite dans son style si particulier néo-byzantin. L'architecte Louis Marie Cordonnier garde au beffroi ses traits de 1623 avec son bulbe caractéristique. En 1922, la centrale électrique est achevée mais de nombreuses usines ayant disparu, Comines ne retrouve pas toute son aura industrielle.

### Seconde Guerre mondiale
De nouveau, en septembre 1939, lors la « drôle de guerre », la ville est envahie puis occupée. Elle subit les bombardements alliés qui visent la centrale thermique. De nombreuses victimes sont à déplorer. Le 24 juin 1941, un bombardement de la R.A.F. britannique fait 35 tués et 150 blessés.
Enfin, le 6 septembre 1944 sonne la Libération. La ville, moins meurtrie durant ce second conflit, retrouve une certaine croissance, en particulier dans le textile, jusqu'à la crise de celui-ci. La concurrence mondiale, ainsi que la fin des centrales thermiques, mettent un terme à cette période d'expansion.
Aujourd'hui, Comines se tourne vers d'autres industries et services. Elle développe de nouvelles zones d'activités ou résidentielles pour faire face à l'accroissement constant de sa population.
En 2018, la mairie rachète des terrains afin d'y faire bâtir d'importants immeubles à différents endroits de la ville.

### Héraldique
| Armes de Comines | Les armes de Comines se blasonnent ainsi : D'argent à une clef de sable mise en pal, le panneton en haut et à dextre, et accompagnée de cinq quintefeuilles de gueules, deux à dextre, deux à senestre et une en pointe. Comines comme chef-lieu du quartier du Ferrain « De gueules au chevron d'or accompagné de trois coquilles du même et à la bordure aussi d'or » |  |

## Politique et administration

### Politique de développement durable
La commune a engagé une politique de développement durable en lançant une démarche d'Agenda 21 en 2003.

## Population et société

### Démographie

#### Évolution démographique
L'évolution du nombre d'habitants est connue à travers les recensements de la population effectués dans la commune depuis 1793. Pour les communes de plus de 10 000 habitants les recensements ont lieu chaque année à la suite d'une enquête par sondage auprès d'un échantillon d'adresses représentant 8 % de leurs logements, contrairement aux autres communes qui ont un recensement réel tous les cinq ans,.

En 2022, la commune comptait 12 649 habitants, en évolution de +2,26 % par rapport à 2016 (Nord : +0,51 %, France hors Mayotte : +2,11 %).
| 1793  | 1800  | 1806  | 1821  | 1831  | 1836  | 1841  | 1846  | 1851  |
| ----- | ----- | ----- | ----- | ----- | ----- | ----- | ----- | ----- |
| 4 704 | 4 567 | 4 777 | 5 181 | 5 316 | 5 418 | 5 161 | 5 225 | 5 298 |

| 1856  | 1861  | 1866  | 1872  | 1876  | 1881  | 1886  | 1891  | 1896  |
| ----- | ----- | ----- | ----- | ----- | ----- | ----- | ----- | ----- |
| 5 380 | 5 838 | 6 246 | 6 353 | 6 409 | 6 637 | 7 035 | 7 422 | 7 527 |

| 1901  | 1906  | 1911  | 1921  | 1926  | 1931  | 1936  | 1946  | 1954  |
| ----- | ----- | ----- | ----- | ----- | ----- | ----- | ----- | ----- |
| 8 129 | 8 431 | 8 575 | 4 248 | 6 397 | 6 812 | 6 964 | 7 199 | 8 288 |

| 1962  | 1968   | 1975   | 1982   | 1990   | 1999   | 2006   | 2011   | 2016   |
| ----- | ------ | ------ | ------ | ------ | ------ | ------ | ------ | ------ |
| 9 040 | 10 128 | 10 485 | 10 915 | 11 320 | 11 952 | 12 107 | 12 637 | 12 369 |

| 2021   | 2022   | - | - | - | - | - | - | - |
| ------ | ------ | - | - | - | - | - | - | - |
| 12 671 | 12 649 | - | - | - | - | - | - | - |

#### Pyramide des âges
La population de la commune est relativement jeune.
En 2018, le taux de personnes d'un âge inférieur à 30 ans s'élève à 37,9 %, soit en dessous de la moyenne départementale (39,5 %). À l'inverse, le taux de personnes d'âge supérieur à 60 ans est de 22,0 % la même année, alors qu'il est de 22,5 % au niveau départemental.
En 2018, la commune comptait 6 086 hommes pour 6 412 femmes, soit un taux de 51,3 % de femmes, légèrement inférieur au taux départemental (51,77 %).
Les pyramides des âges de la commune et du département s'établissent comme suit.
| Hommes | Classe d’âge | Femmes |
| ------ | ------------ | ------ |
| 0,6    | 90 ou +      | 1,2    |
| 4,4    | 75-89 ans    | 7,9    |
| 14,4   | 60-74 ans    | 15,2   |
| 21,9   | 45-59 ans    | 20,6   |
| 18,1   | 30-44 ans    | 19,7   |
| 18,9   | 15-29 ans    | 16,1   |
| 21,7   | 0-14 ans     | 19,2   |

| Hommes | Classe d’âge | Femmes |
| ------ | ------------ | ------ |
| 0,5    | 90 ou +      | 1,4    |
| 5,3    | 75-89 ans    | 8,1    |
| 14,8   | 60-74 ans    | 16,2   |
| 19,1   | 45-59 ans    | 18,4   |
| 19,5   | 30-44 ans    | 18,7   |
| 20,7   | 15-29 ans    | 19,1   |
| 20,2   | 0-14 ans     | 18     |

## Économie et industrie
La commune est le siège d'un certain nombre d'entreprises industrielles, dont :
- Venator Pigments (ex-Holliday Pigments)[34]; cette usine fabrique notamment les pigments de bleu outremer, ayant repris dans les années 1960 cette fabrication à la société Guimet de Fleurieu (Rhône).

## Lieux et monuments

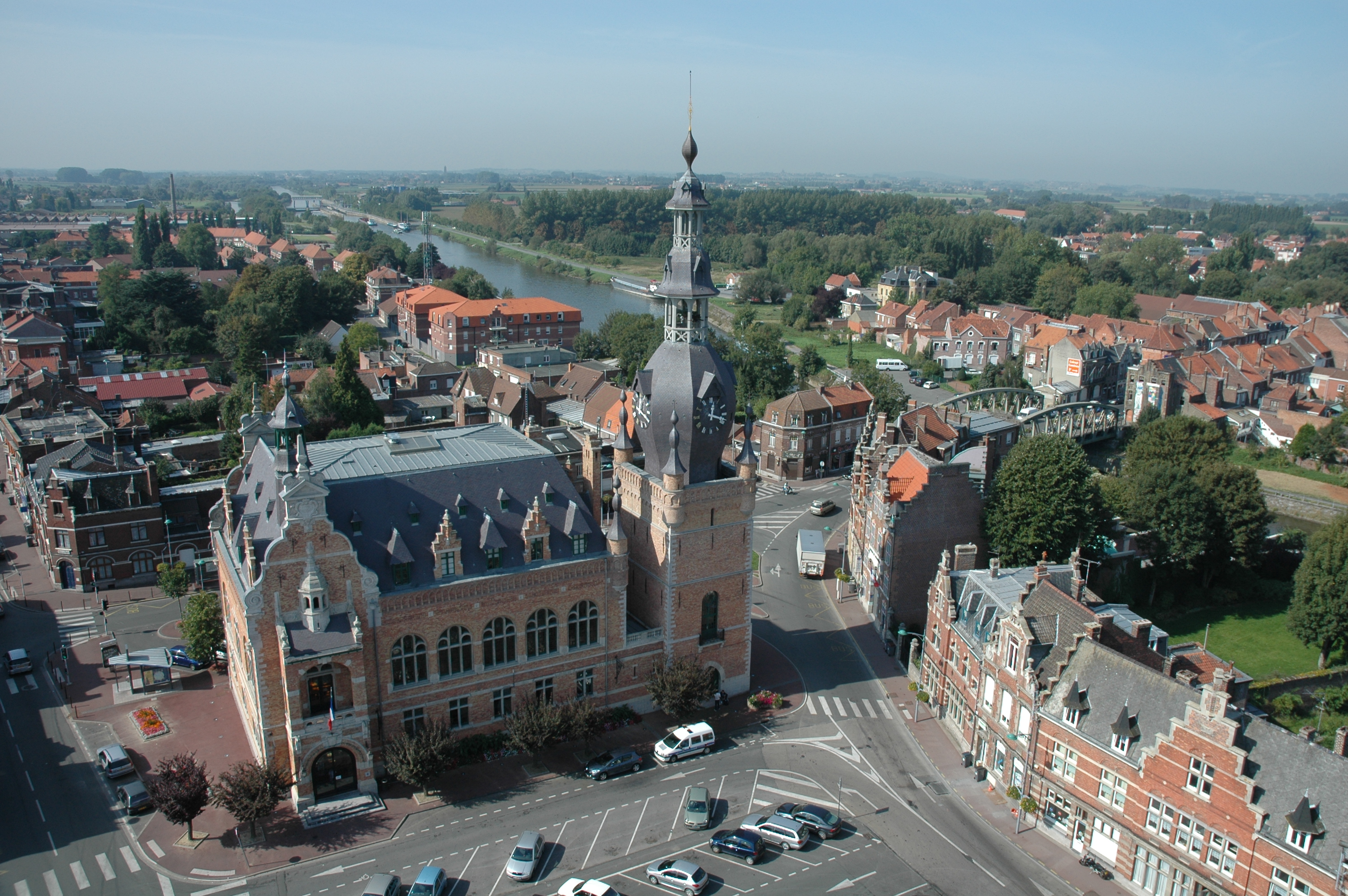
Le Beffroi vu du clocher de l'église Saint-Chrysole en septembre 2006.

- L'hôtel de ville et son Beffroi, classé à l'UNESCO. L'hôtel de ville est également inscrit à l'inventaire des monuments historiques depuis 2001[35]. À partir du XIIe siècle, avec l'obtention par leur seigneur du droit de s'administrer seules, les communes érigent leur premier Beffroi, signe de puissance, d'autonomie et de liberté. Il est le gardien des chartes et la cloche qui rythme l'organisation de la cité. En 1297, 1382, 1427, 1579, le feu détruit le Beffroi, du fait de guerres ou d'incendies, car à l'époque il était fait de bois ; à chaque fois il est reconstruit. En 1623, il prend globalement sa forme actuelle. Classique pour l'époque, il se compose d'une imposante tour carrée flanquée de tourelles en saillie et surmontée d'un bulbe à huit pans, égrenant l'heure aux quatre points cardinaux. Pendant près de trois siècles, ce Beffroi résiste jusqu'à la fin de la Première Guerre mondiale. En mai 1918, on le retrouve encore sur une aquarelle d'Albert Reich, dessinateur pour l'armée allemande[36]. Il sera détruit en octobre 1918 dans la fuite de l'armée allemande[Note 8]. Il faut attendre 1924 pour commencer sa reconstruction quasi identique à celle de 1623, de l'autre côté de la place en vis-à-vis de l'église ; il est l'œuvre de l'architecte Louis Marie Cordonnier. Par la suite, il traverse sans encombre le second conflit mondial. En 2004, le Beffroi de Comines pose sa candidature avec 22 autres beffrois en vue d'une inscription au patrimoine de l'UNESCO. En juin 2005, la réponse officielle est positive et ainsi sont classés 11 beffrois dans le nord, 6 dans le Pas-de-Calais et 6 dans la Somme.
- Les tombeaux conjugués de Jean de Comines et Jeanne de Ghistelle, autrefois dans l'ancienne église et actuellement dans le jardin public au nord de la nouvelle église, classés monuments historiques depuis 1926[37].

### Patrimoine chrétien

#### Églises

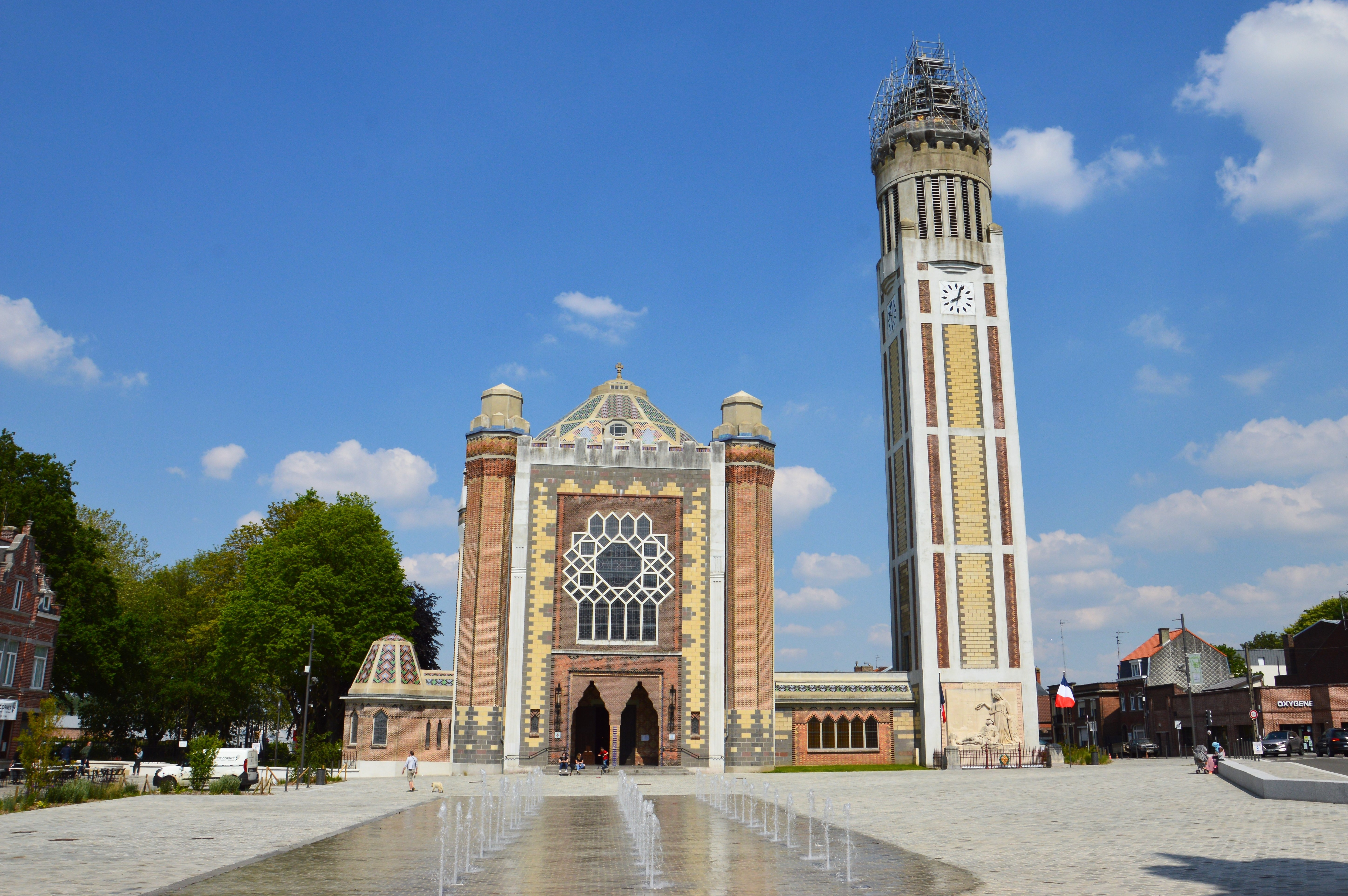
Église Saint-Chrysole de style néo-byzantin inaugurée le 7 juillet 1928. Créée par Maurice Storez et Dom Bellot, elle est classée monument historique depuis le 9 septembre 2002[38].  - Église Saint-Chrysole de Comines - l'église et la place.
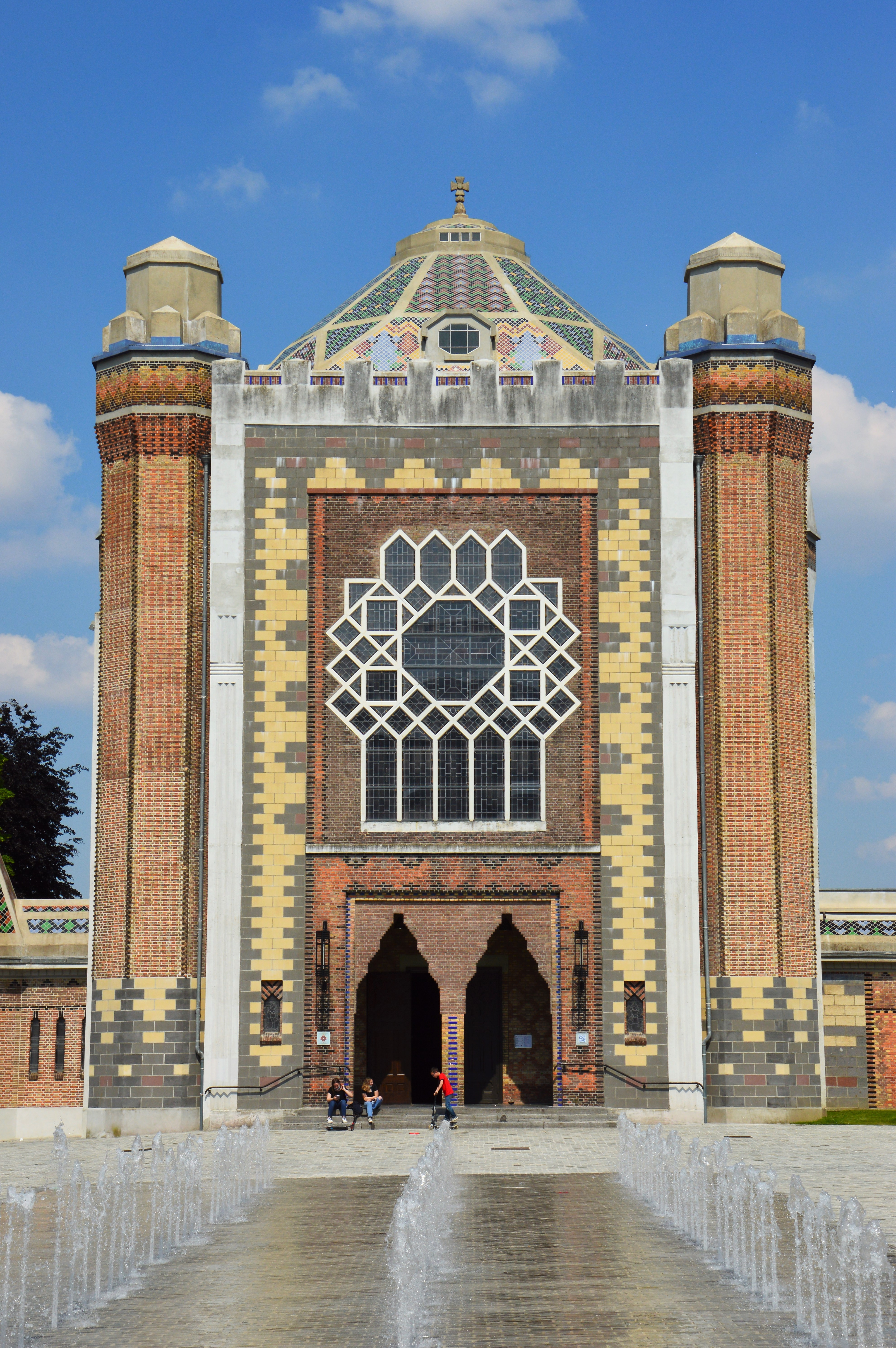
Église Saint-Chrysole de Comines - façade.
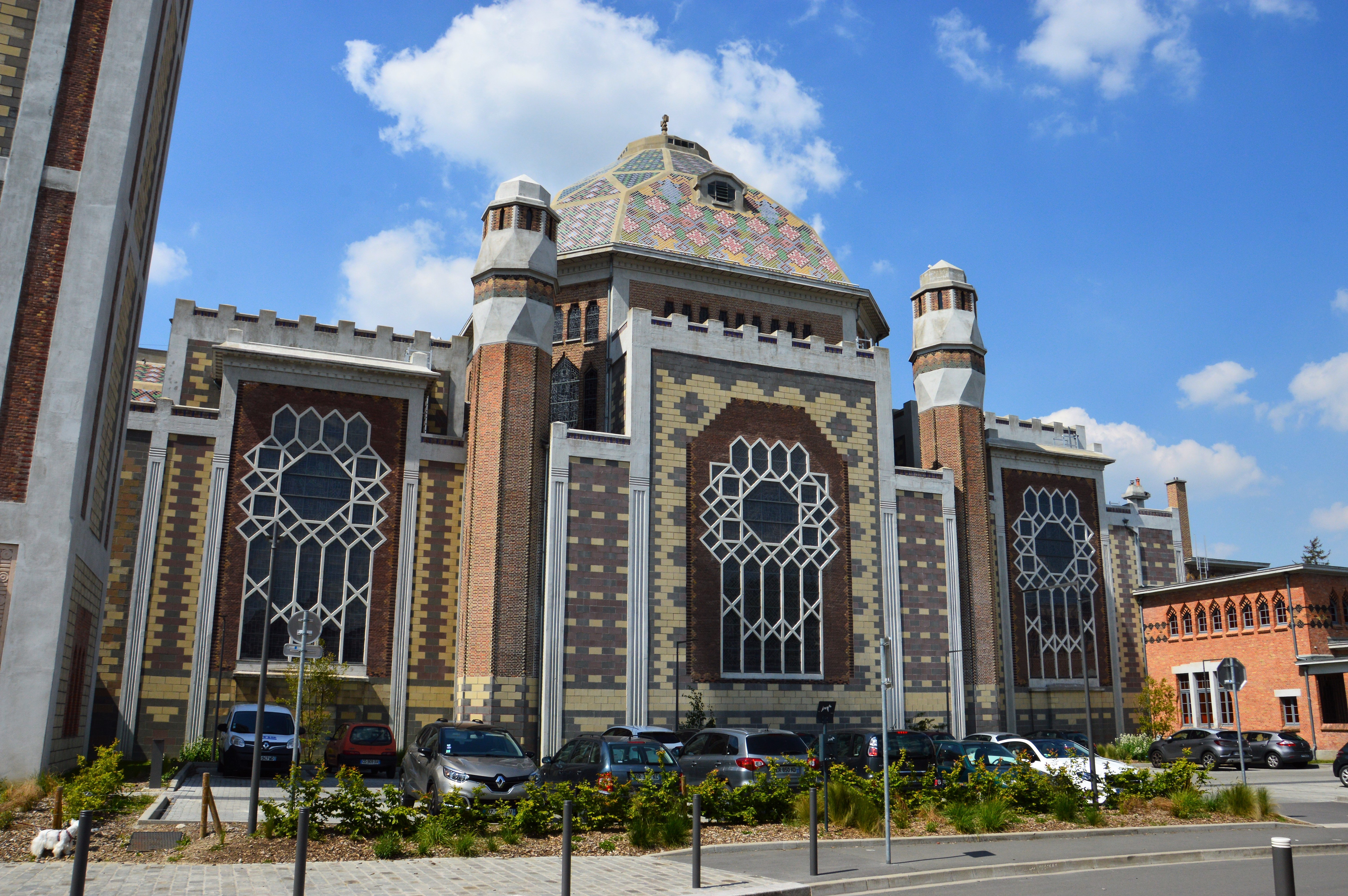
Église Saint-Chrysole de Comines - extérieur.
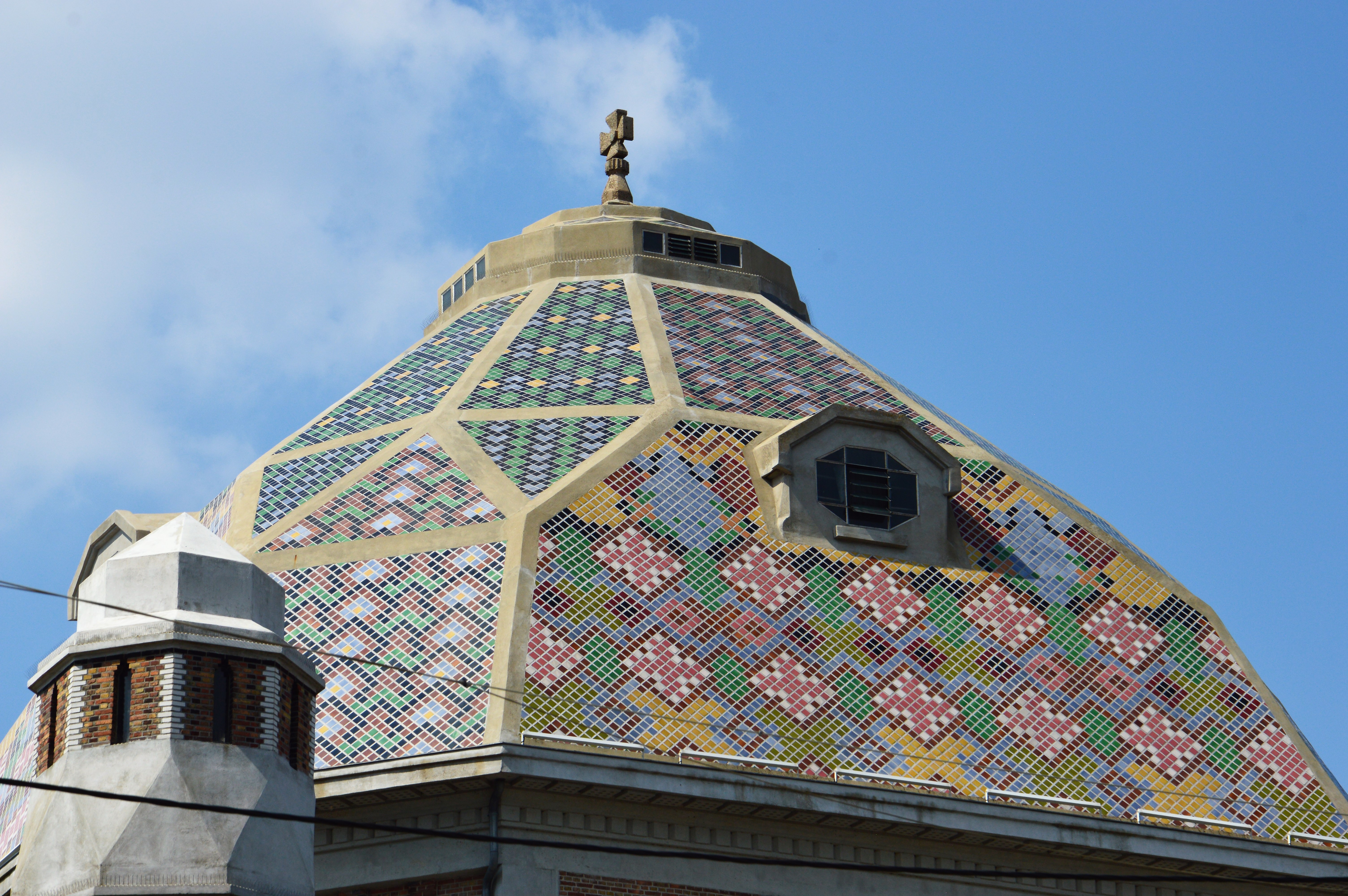
Église Saint-Chrysole de Comines - Toiture du dôme.
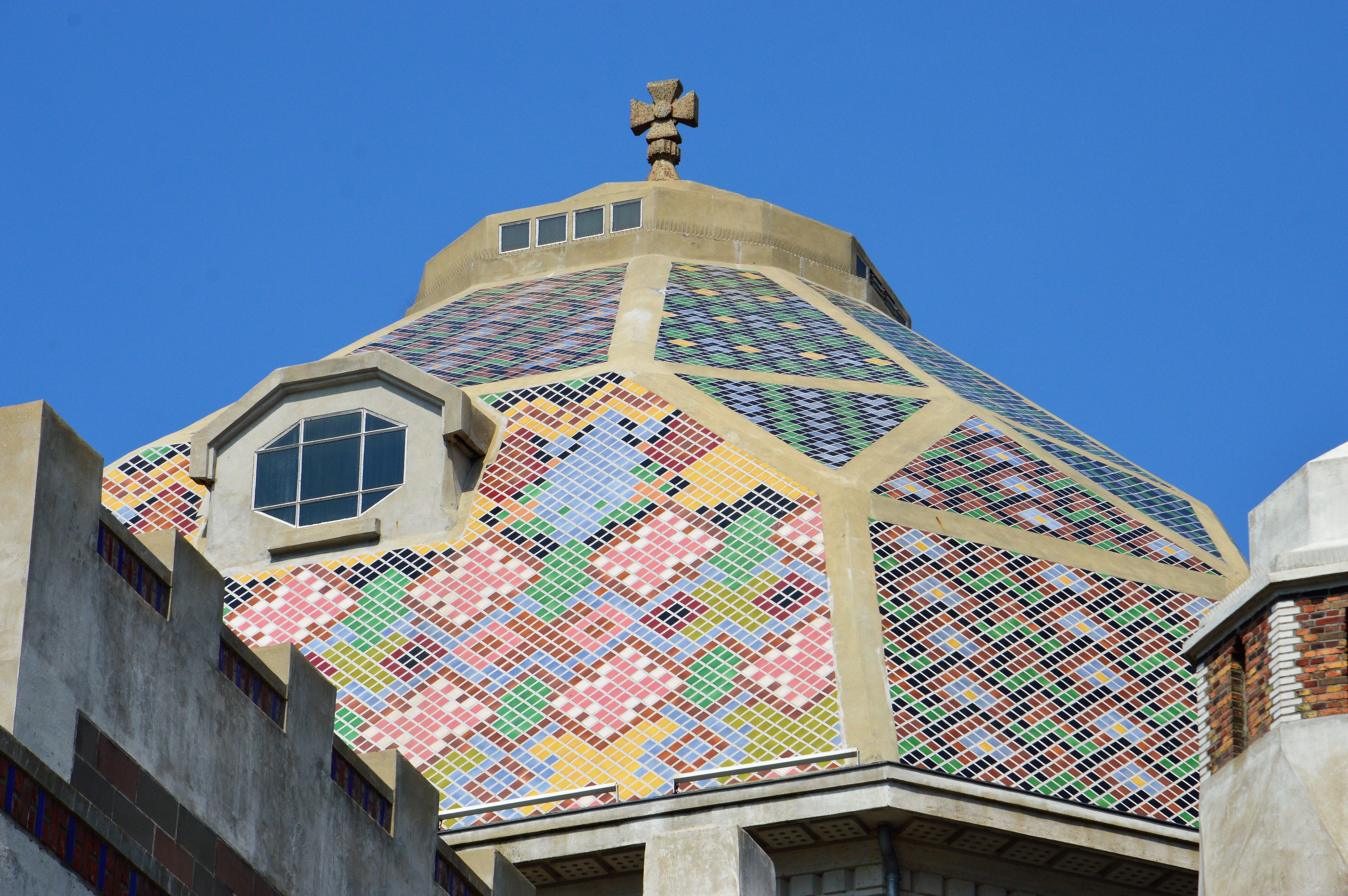
Église Saint-Chrysole de Comines - Toiture du dôme.
  - Église Saint-Chrysole de Comines - façade.
  - Église Saint-Chrysole de Comines - extérieur.
  - Église Saint-Chrysole de Comines - Toiture du dôme.
  - Église Saint-Chrysole de Comines - Toiture du dôme.
- Église Sainte-Marguerite de style néo-gothique. La pose de sa première pierre eut lieu le 19 mars 1858. Son parvis porte le nom de l'abbé Dervaux, qui en fut le premier curé. Fortement endommagée pendant la première guerre mondiale, elle a été rénovée et rouverte au culte en 1923.

#### Calvaires
- Le calvaire de la route de Wervicq - Mentionné sur des documents datant du XIXe siècle, il a été restauré durant les années 1990.
- Le calvaire du hameau de Sainte-Marguerite - Il a été érigé en 1931. Il est situé à l'angle de la rue de Lille et du chemin du Calvaire.
- Le calvaire du Christ-Roi - Détruit en 2004, il a été reconstruit en mai 2018. Il est situé à l'angle des rues Gambetta et Carnot, à côté du collège Saint-Joseph.

#### Chapelles
- La chapelle Ave Maria dite « de la Rouge Porte » - Elle a été construite durant la seconde moitié du XXe siècle. Elle est située chemin du Hel, à proximité de la ferme et des gîtes de la Rouge Porte.
- La chapelle de L'Immaculée Conception - Elle a été reconstruite après la Première Guerre mondiale. Elle est située au chemin du Hel à l'entrée de la Ferme du Hel.
- La chapelle Notre-Dame de la Délivrance - Reconstruite après 1918 et rénovée en 1994, elle est située à l'angle du chemin du Rossignol et du chemin du Grand-Perne.
- La chapelle Notre-Dame de Grâces - Construite en 1900, une chapelle se trouvait déjà à cet endroit au XVIIIe siècle. Elle a été restaurée en 1990. Elle est située rue du Hurlupin.Comines - Chapelle Notre Dame de Grâces.

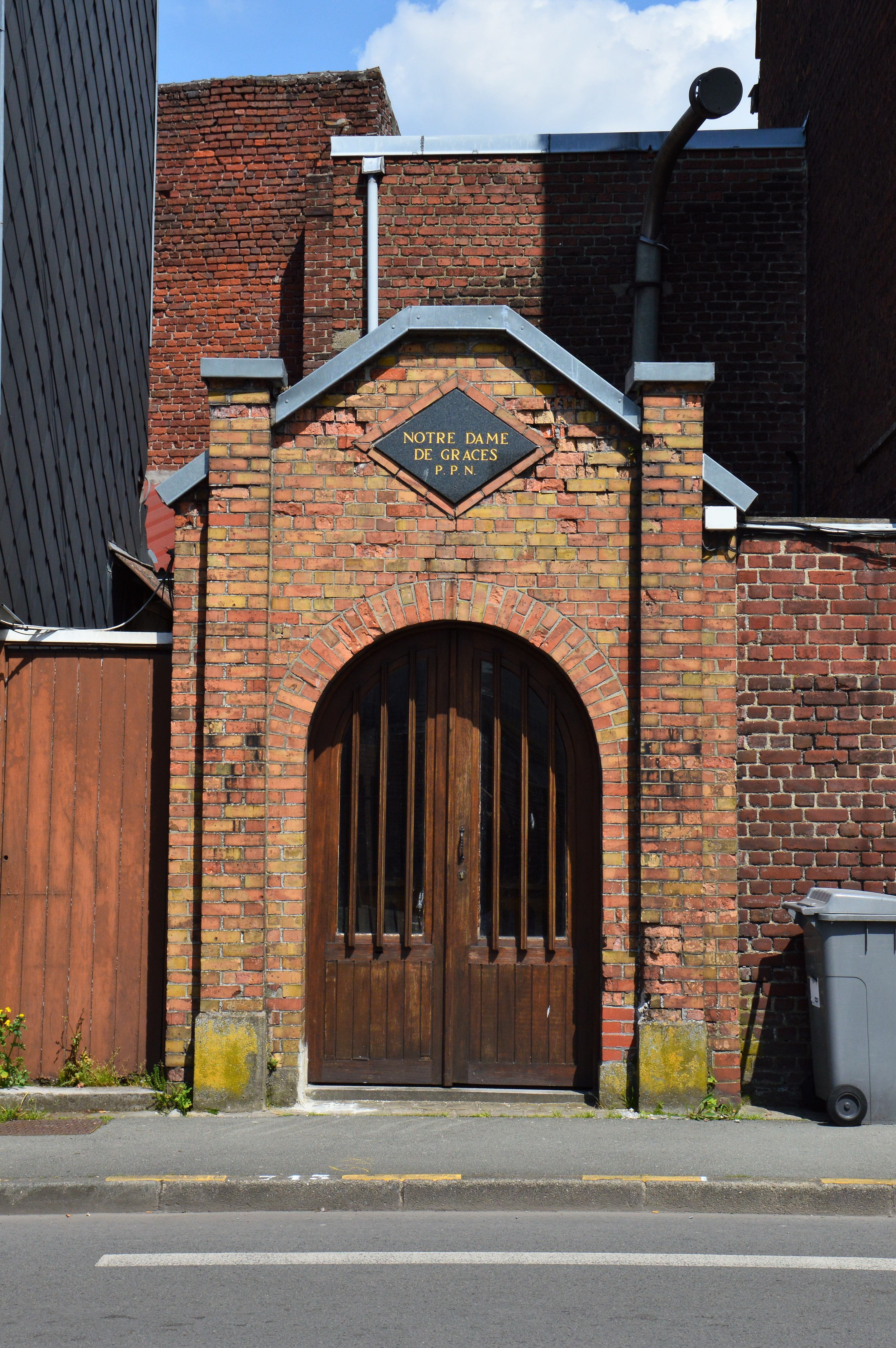
Comines - Chapelle Notre Dame de Grâces.

- La chapelle Notre-Dame du Rosaire - dite « chapelle Goeman », elle a été construite en 1882. Elle est située chemin Sainte-Marguerite, face au chemin de la chapelle Goeman.
- La chapelle Notre-Dame-de-la-Paix - Elle a été érigée en 2011 à l'initiative de la famille Vermès. Elle est située rue du Petit-Enfer à l'entrée des gîtes « les Verts Près ».
- La chapelle Notre-Dame-du-Saint-Rosaire - Elle a été construite en 1946 à l'initiative des paroissiens de Sainte-Marguerite. Elle est située rue de Lille.
- La chapelle Notre-Dame-du-Sacré-Cœur en Vieil Dieu - Elle a été construite en 1965 à l'initiative du doyen Delesalle et conçue par l'architecte Maurice Salembier. Elle est située rue du Vieil-Dieu.
- La chapelle de la Vierge - Elle a été construite après la guerre 1914-1918 à la demande de Madame Hassebroucq-Desurmont, femme de Lièvin Hassebroucq, ancien maire de Comines. Elle est située route d'Armentières.

#### Toponymie chrétienne
Au fil de l'histoire, le christianisme a laissé son empreinte dans la toponymie de Comines
- Allée de la Chapelle.
- Chemin du Calvaire.
- Chemin de la Chapelle Goeman.
- Chemin du Hel - du Néerlandais Hel, qui signifie l'enfer.
- Chemin du petit enfer.
- Chemin Sainte Marguerite.
- Rue de l'Abbé Lemire.
- Rue Henri Dunant.
- Rue des Processions.
- Rue Saint Antoine.
- Rue et Chemin du Vieil Dieu.
- Saint Gilles
- Saint Pierre

## Personnalités liées à la commune

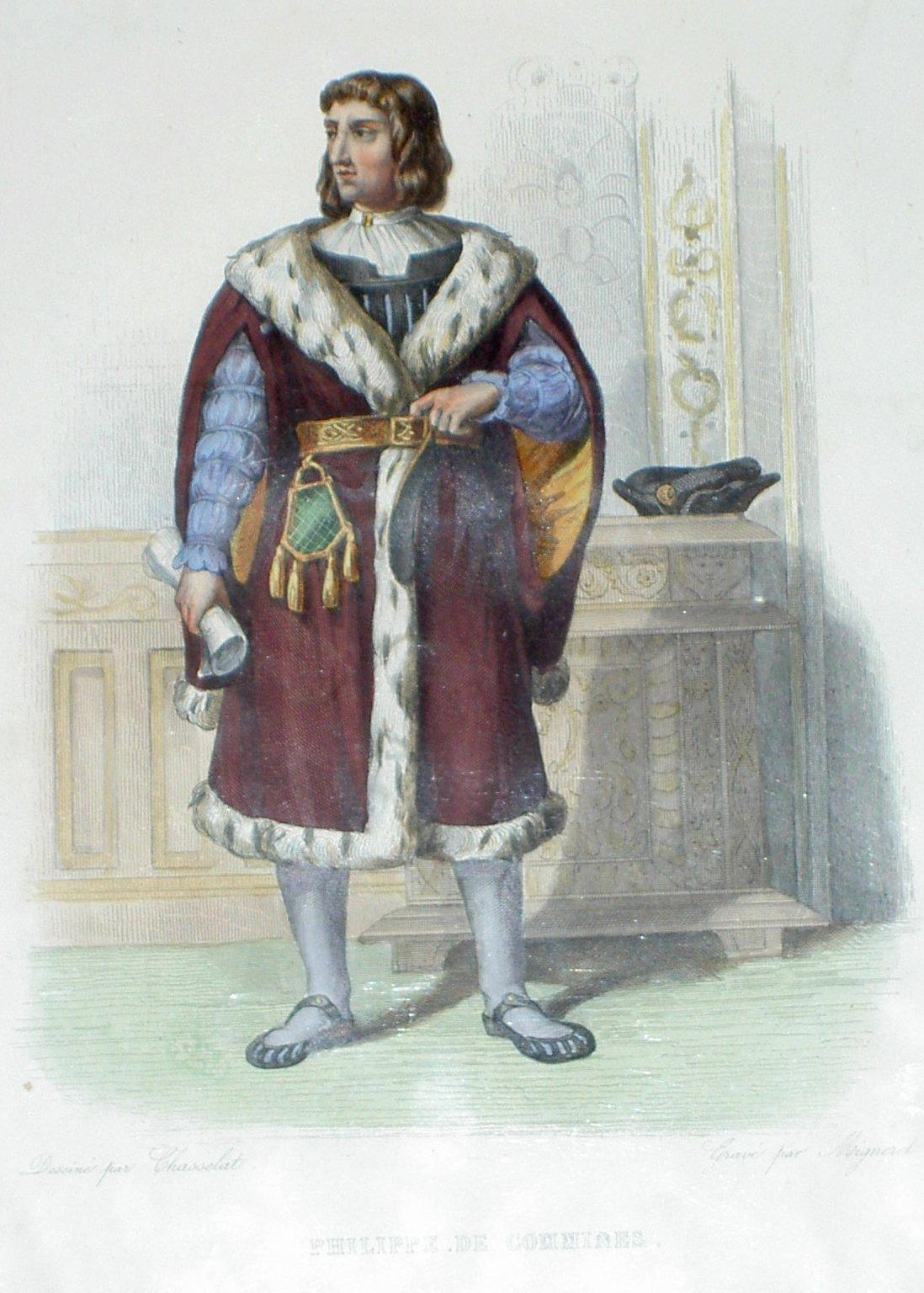
Philippe De Commynes, portrait fantaisiste dessiné par Pierre Chasselat, gravé par Migneret.

- Saint Chrysole ou Chryseuil († 303), d'origine arménienne, saint chrétien qui évangélisa le nord-est de la Gaule et mourut martyr en Flandre, vers Comines, où deux églises lui sont consacrées (une en France et une en Belgique). Il est fêté le 7 février.
- Philippe de Commynes ou Philippe de Commines, né en 1445 ou 1447 et mort en 1511, est un homme politique, chroniqueur et mémorialiste français d'origine flamande.
- Jean Despautère (en flamand Jean Van Pauteren, en latin Johannes Despauterius) est un grammairien flamand de langue latine, né vers 1460 ou 1480 à Ninove (province de Flandre-Orientale), mort à Comines en 1520. Il fut surnommé "Le prince des grammairiens". Voir aussi l'épitaphe de Jean Despautère dans l'église Saint-Chrysole de Comines.
- Ogier Ghislain de Busbecq, (1522-1592), ambassadeur de l'empereur du Saint Empire auprès de Soliman le Magnifique puis secrétaire d'Élisabeth d'Autriche. Lors du mariage de celle-ci avec le roi de France Charles IX en 1570, il rapporta d'Orient un sac contenant une trentaine d'oignons de tulipes et l'offrit à son ami Clusius. Celui-ci, devenu professeur de botanique à l'Université de Leyde, propagea la tulipomanie. Ogier introduisit aussi le lilas, le seringa et bien d'autres végétaux.
- Charles-Albert-Joseph Lecomte, (1867-1934), évêque d'Amiens[39].
- Gaston Moutardier, né le 4 mars 1889 à Comines, mort le 6 juillet 1944 à Amiens, est un résistant français.
- Edmond Decottignies (1893-1963), champion Olympique d'haltérophilie lors des Jeux de Paris en 1924.
- Martha Desrumaux (1897-1982) est une militante de la CGT, résistante dans le Nord, déportée au camp de Ravensbruck puis députée.
- Yolande Plancke (1908-1991), athlète et sprinteuse, participante aux Jeux olympiques d'été de 1928.
- Isabelle Plancke (1910-1997), nageuse et première Française à obtenir le brevet de maître-nageur en 1929
- Maurice Schumann, (1911-1998), conseiller municipal à Comines de 1971 à 1977 et ministre des Affaires Étrangères durant la même période.
- Anne Sigier, née Marie-Jeanne Olivier, (1933-2025), éditrice à Québec au Canada est née à Comines[40].
- Pascal Delannoy, né le 2 avril 1957, est un évêque catholique français. Il est archevêque de Strasbourg depuis 2024.
- Suzanne Iskandar, née en 1964, est élue Miss Alsace en 1984, puis Miss France en 1985.
- Nathalie Marquay, née en 1967, est élue Miss Alsace en 1986, puis Miss France en 1987.
- Nicolas Ghesquière, (1971- ), styliste et directeur artistique de la maison de couture Balenciaga de 1997 à 2012.

## Divers

### Fête des Louches
La Fête des Louches se déroule chaque 2e dimanche d'octobre. Des chars parcourent le centre de la ville et à cette occasion, des louches en bois sont lancées du haut de l'hôtel de ville par centaines. C'est un trophée très convoité.

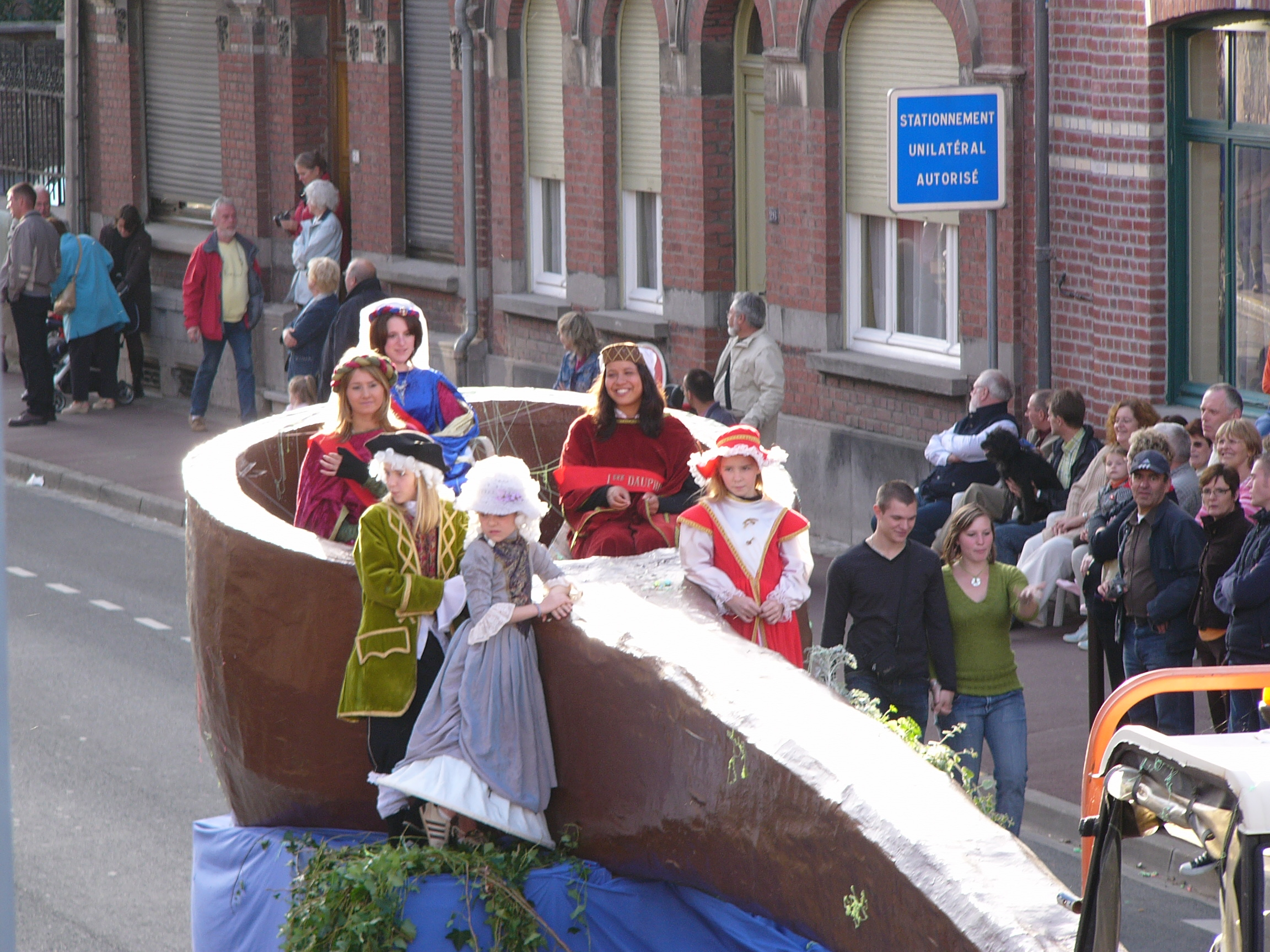
Le char de la damoiselle des louches en octobre 2006

« Louche » en Wallon signifie « cuillère » en français.
Il existe beaucoup de légendes sur l'origine de la fête mais celle-ci est une des plus connues :
Il y a une foire le jour de la St Denis, le 9 octobre. Dans le même temps, on célèbre la fête des Louches, dont la tradition nous apprend l'origine : on avait enfermé un seigneur dans une tour pour le soustraire au reste de ses hommes et jouir de son bien. S'étant fait connaître par le moyen d'un couvreur travaillant au-dessous de son cachot, il jeta par la fenêtre tout son petit ménage de bois, avec quoi on lui servait à manger.
Chaque année, un thème différent, historique ou commémoratif, est choisi pour la fête ; il est illustré dans le défilé. Ce défilé est franco-belge ; de nos jours, il commence en Belgique et se termine sur la place de Comines en France.
Ce défilé est l'occasion pour les sociétés sportives, associatives et les différents quartiers de créer un char et de participer ainsi à des tableaux historiques, à la fin de celui-ci se trouve « le char de la Damoiselle de Comines et de ses dauphines » (ou plutôt la louche, car ce char à la forme d'une louche) ; puis, fermant la marche, le char du comité, depuis lequel les membres de la confrérie en habit jettent des louches.
Le défilé terminé, la foule se rassemble au pied de l'hôtel de ville. Les louches sont lancées depuis le balcon et les fenêtres du salon d'honneur par les membres de la confrérie ainsi que par le maire de Comines France et le Bourgmestre de Comines Belgique.
Attraper les louches enrubannées, dont l'imposante « Louche du maire ».
La fête dure trois jours : le samedi après-midi, ouverture de la fête foraine ; le dimanche, le grand défilé ; et le lundi matin, le franc marché (une braderie commerçante) suivi l'après-midi d'une course cycliste.
Le jet des louches remonte à la coutume de la franche foire instaurée au XVe siècle.
La version « moderne de la fête des louches » remonte à 1884 avec la création de la ducasse du château et du « comité des louches et des fêtes du quartier du château ».

### Géants de Comines
Les géants accompagnent toutes les festivités de la ville et notamment la fête des Louches.
Pratiquement depuis l'origine de la fête en 1884, deux géants se distinguent : « Grande Gueuloute », une épeuleuse (de épeule, bobine utilisée dans le tissage) surnommée ainsi car elle a le verbe haut, et « P'tite Chorchire », un marchand de macarons (gâteau traditionnel) en habit de rubannier, sarrau bleu portant un écheveau de rubans jaunes et rouges. Ce dernier est surnommé P'tite Chorchire car la barque qui lui sert à frauder d'une rive à l'autre de la Lys porte ce nom.
En 1984 apparaît * Buchard de Comines en costume de croisé de 1099, en mémoire du célèbre seigneur de Comines parti aux croisades.
Puis vint * Messire de Comines, il a été baptisé en 1987 entouré d'une vingtaine de géants des environs, il porte le costume de la confrérie des louches aux couleurs rouge et or, il brandit fièrement sa louche lorsqu'il défile.
Un autre géant est présent dans l'église Saint-Chrysole et représente le saint du même nom.
En mars 2016, un nouveau géant ou plutôt une géante, une première à Comines, fait son apparition pour le Carnaval. Elle est baptisée Alys de Comines le 13 mars 2016. Elle représente une jolie drapière du XIIIe siècle. Elle est née de l'association '"les amis d'Alys" présidée par Pierre Loyer. Elle a pour parrain Georges Delizée et comme marraine, Jeanne Maillote.

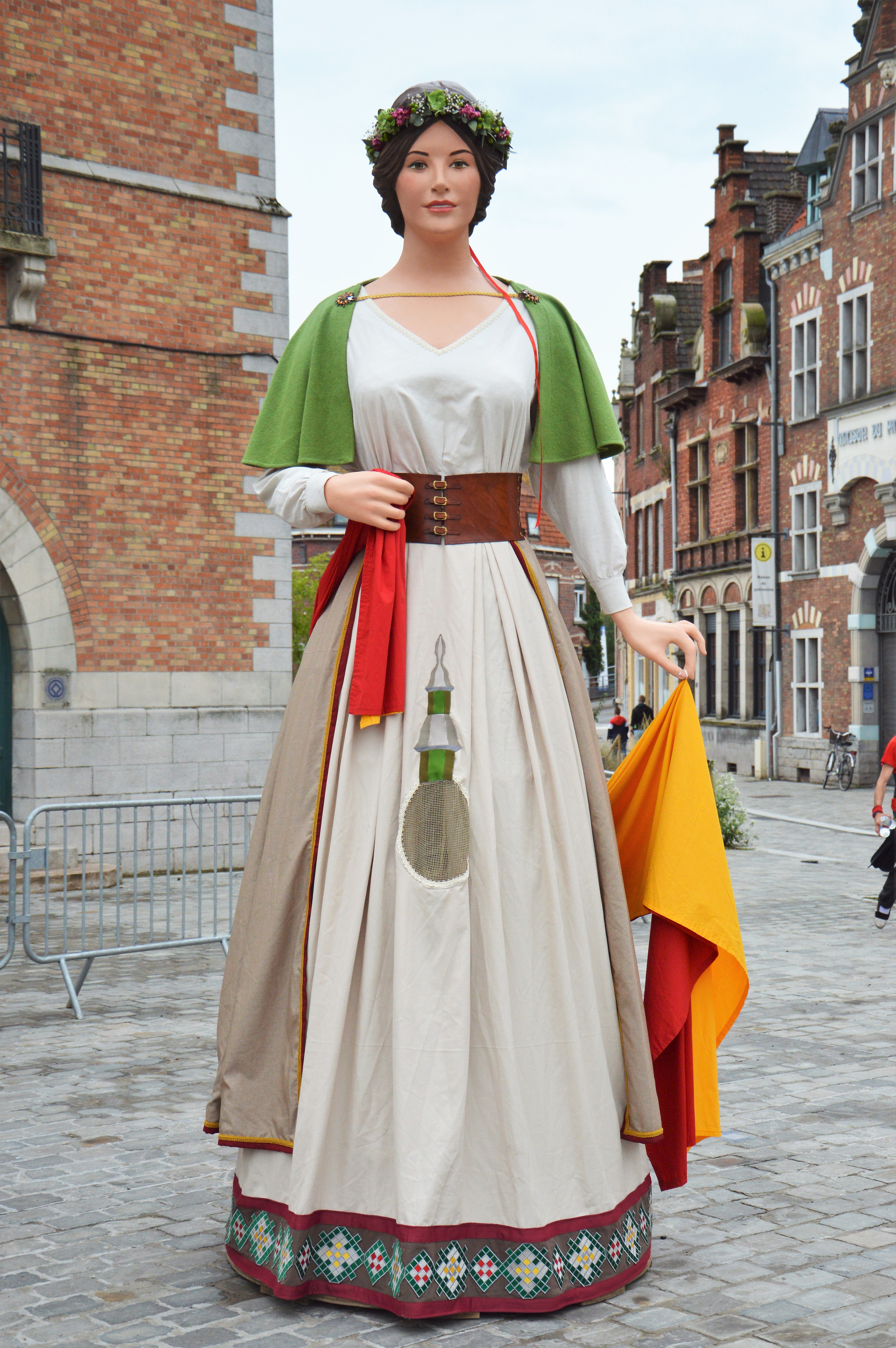
Alys de Comines
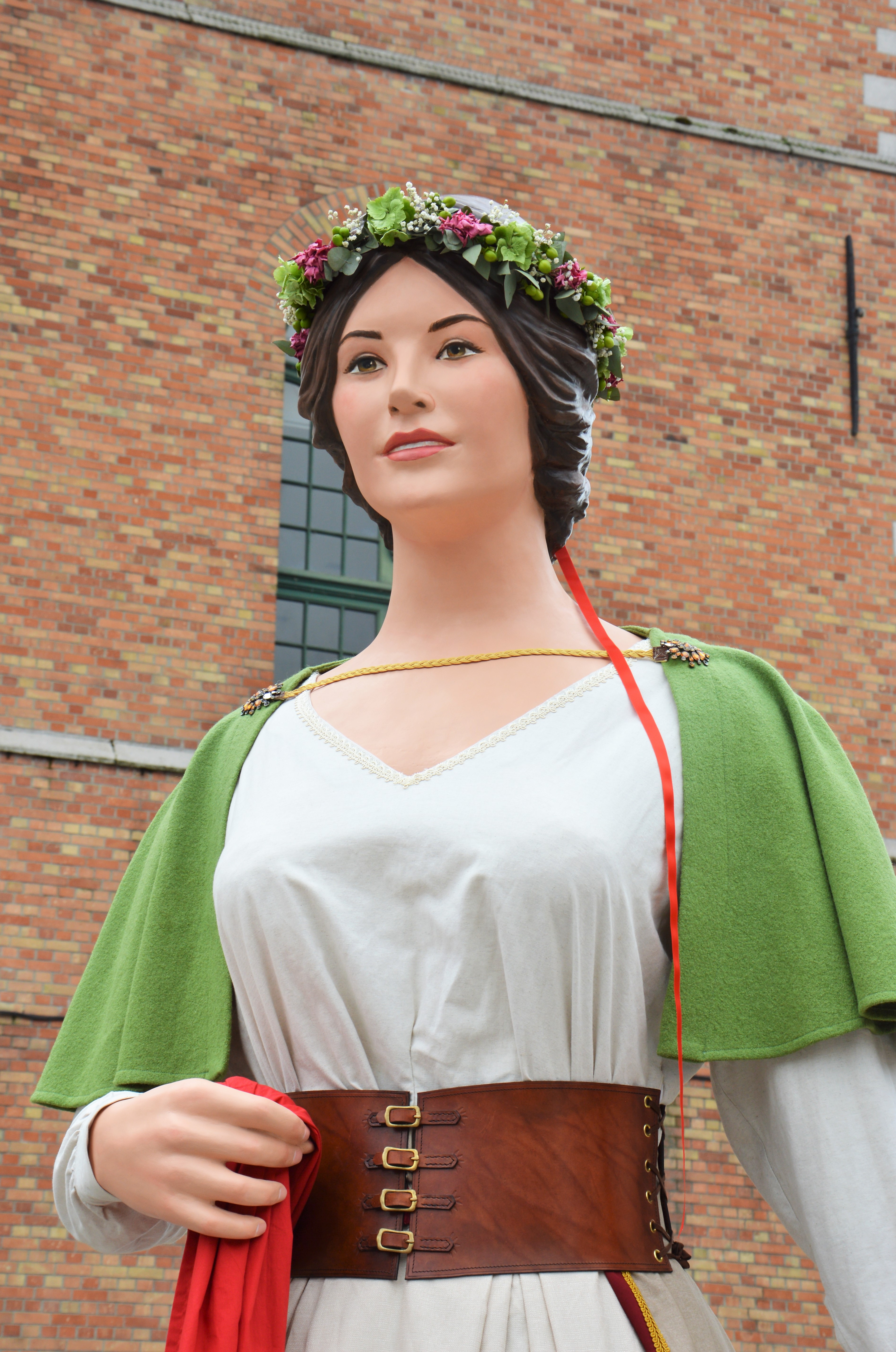
Alys de Comines, détail du buste
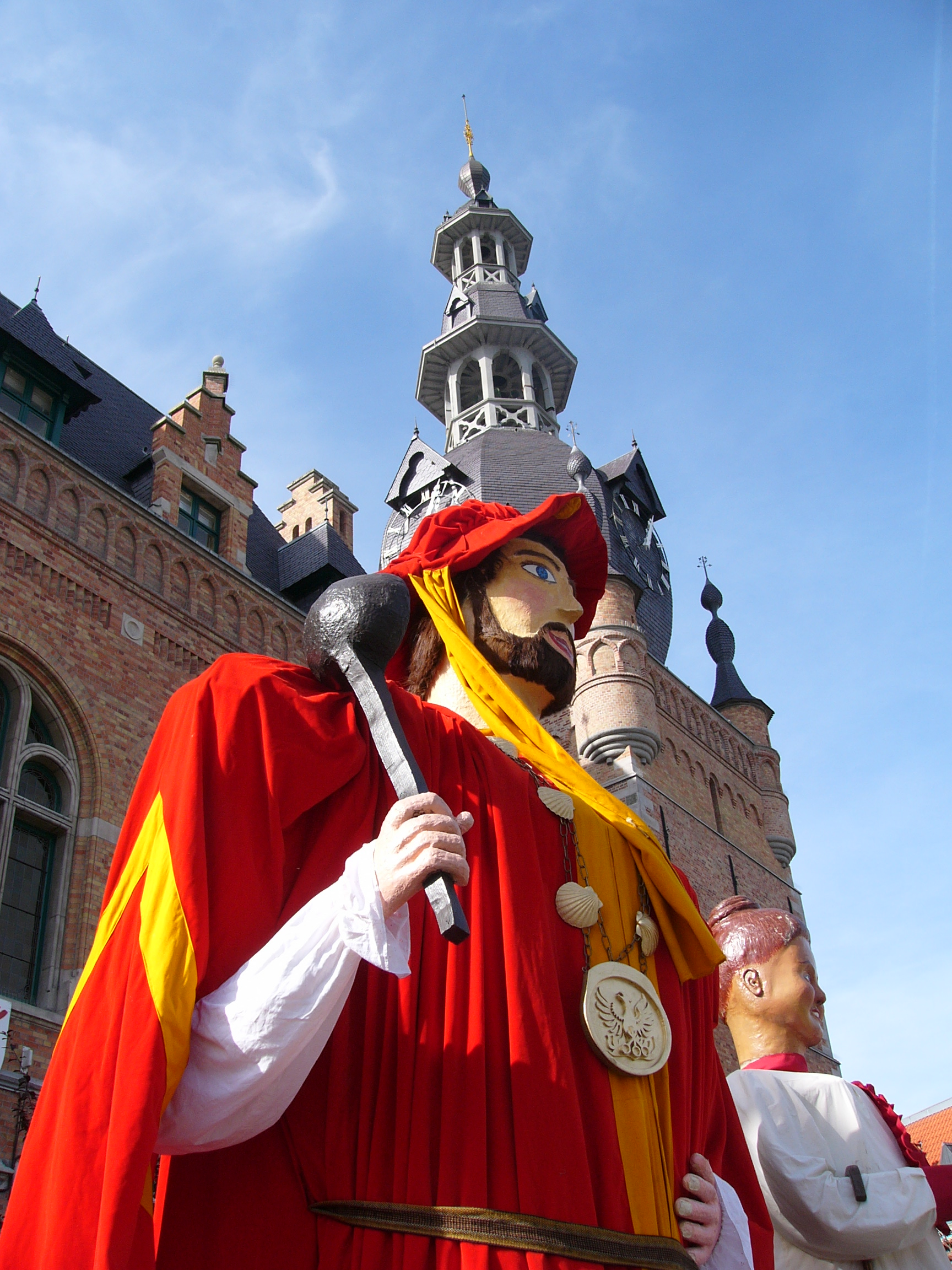
Messire de Comines devant le Beffroi en octobre 2006
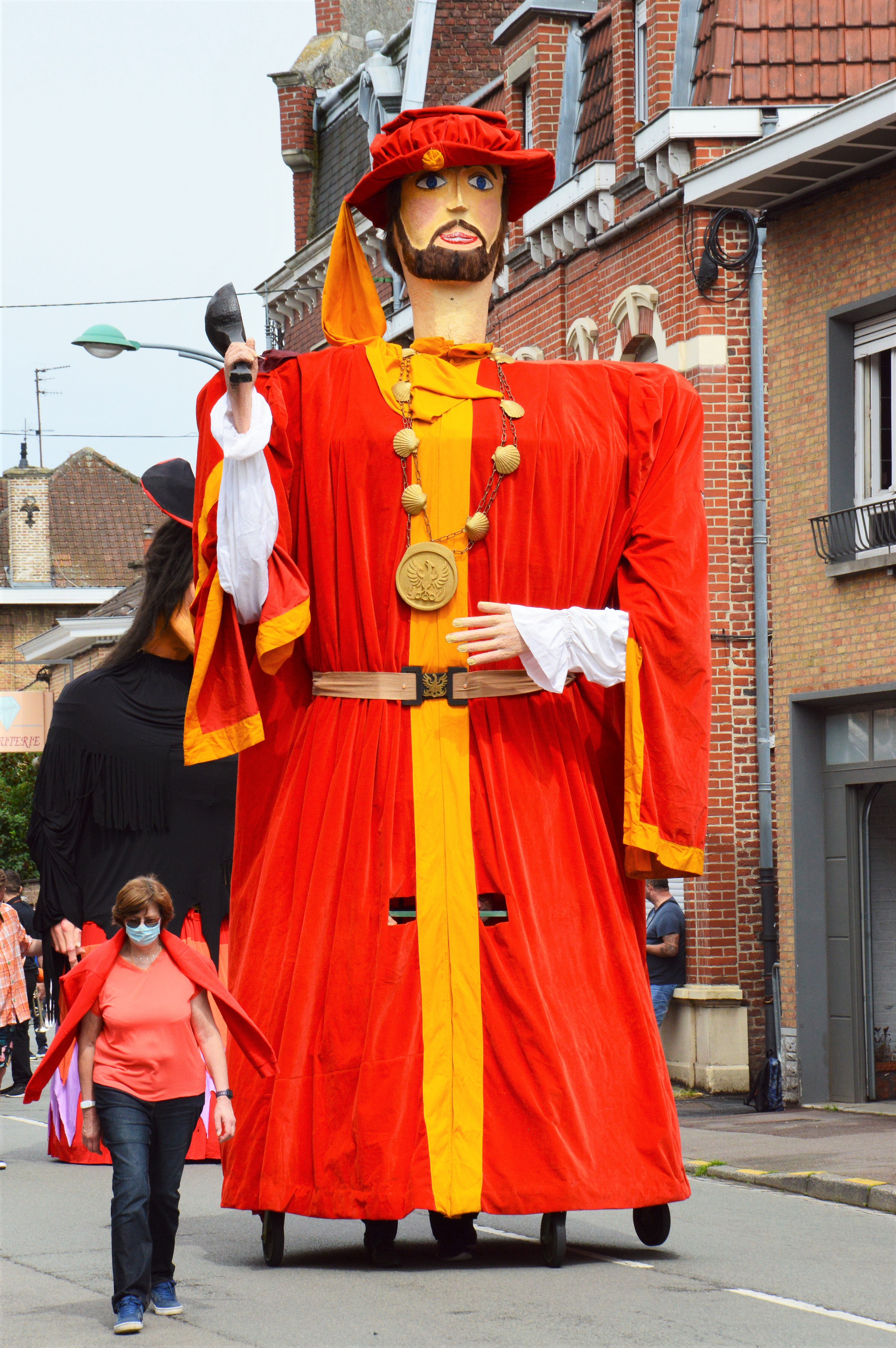
Messire lors des gigantofolies de 2021
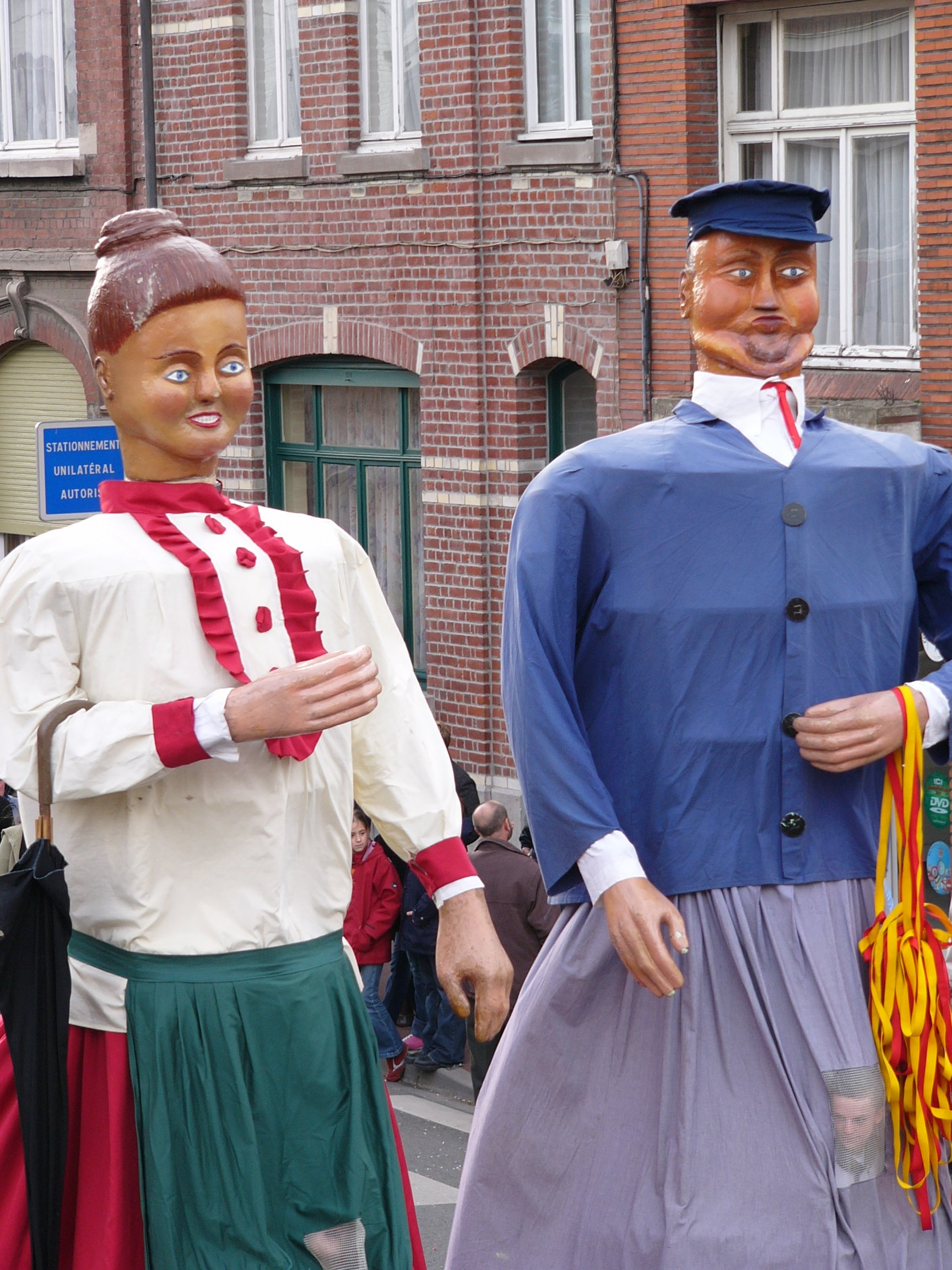
Grande Gueuloute et P'tite Chorchire
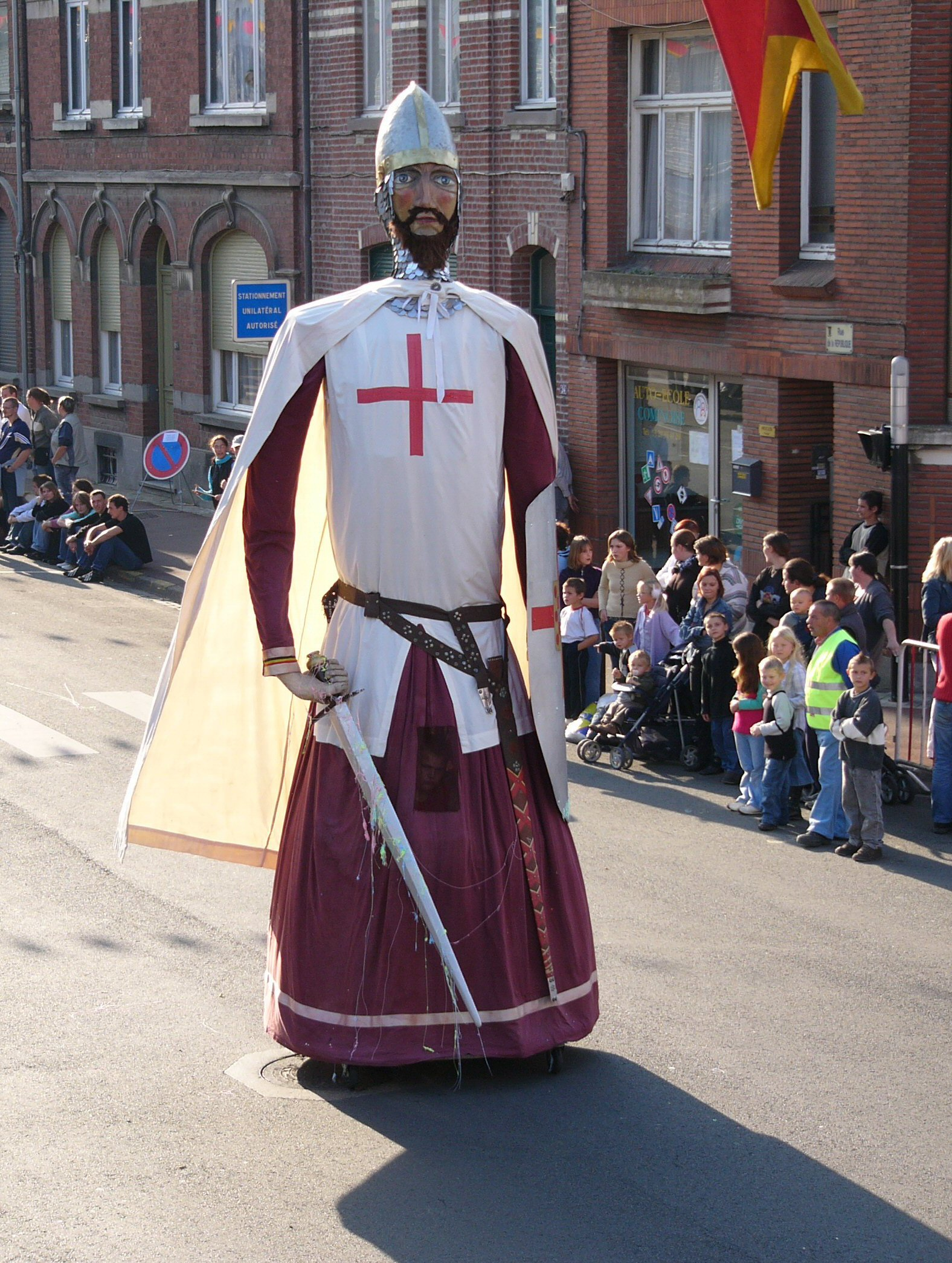
Buchard de Comines
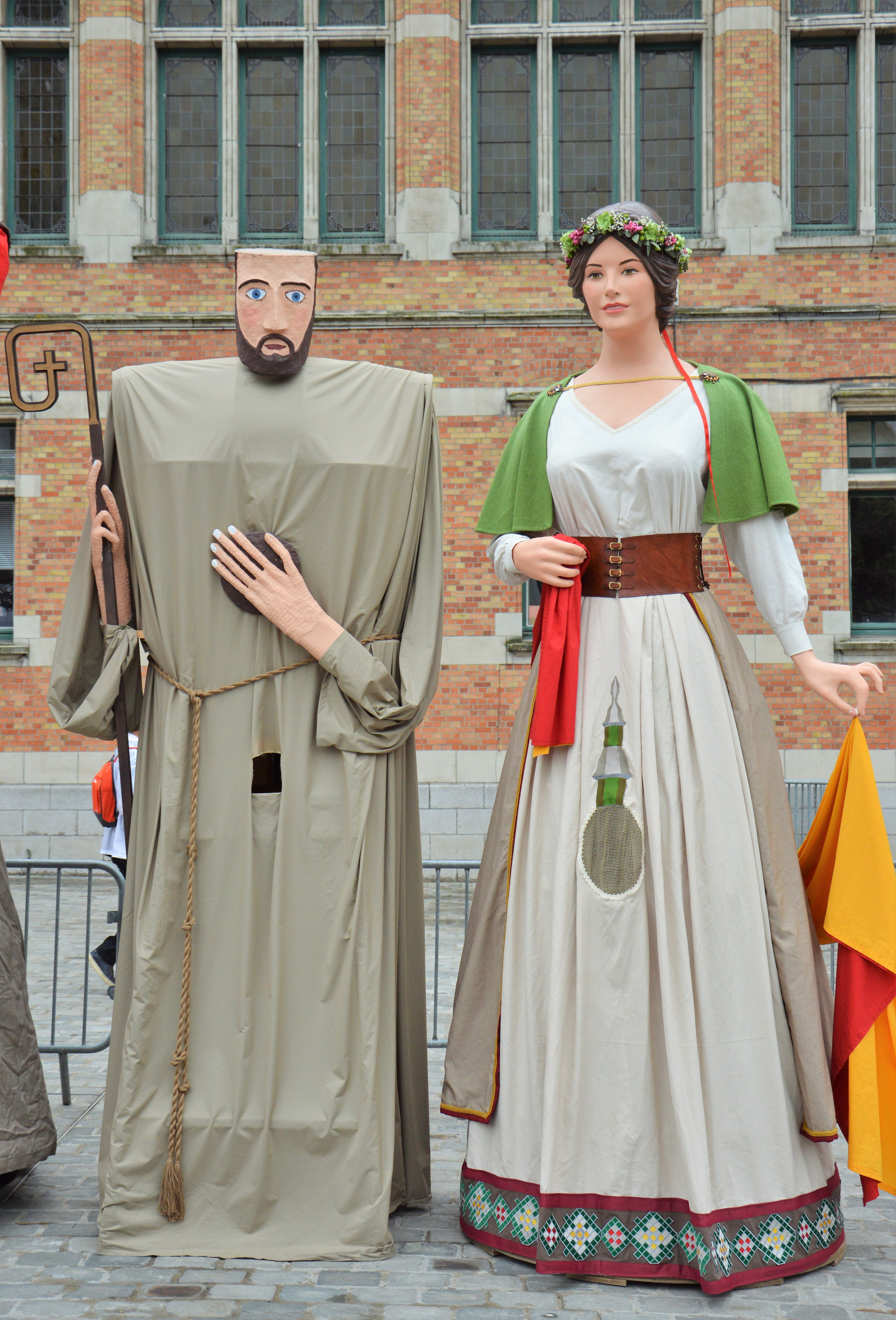
Saint Chrysole en compagnie d'Alys de Comines lors des gigantofolies 2021

### Météorite
Le 8 juin 1962 vers 18 h, une météorite, chondrite de type H4, pesant près de 5kg, est tombée sur le territoire du hameau de Sainte-Marguerite. Elle se trouve au Muséum national d'histoire naturelle de Paris.

## Pour approfondir